# Aleksander Hudovernik
Aleksander Hudovernik, slovenski pravnik, publicist in prevajalec, * 21. februar 1861, Stična, † 20. avgust 1931, Ljubljana.
Po končani gimnaziji v Novem mestu je leta 1882 diplomiral na dunajski Pravni fakulteti. Bil je notar v Kranjski Gori, Kostanjevici na Krki in Ljubljani, tu je bil daljši čas tudi predsednik notarske zbornice. V strokovnem glasilu Slovenski pravnik je objavljal prispevke o slovenski pravni etnologiji in pravni zgodovini, v dnevnem časopisju pa je poročal o razmerah v sodstvu na Slovenskem. V slovenščino je prevedel nekatera dela Ivana Sergejeviča Turgenjeva. Od leta 1906 je bil blagajnik in v letih 1926 do 1931 predsednik Družbe svetega Cirila in Metoda ter soustanovitelj narodnoobrambnega društva Branobir.